# Radics Márton
Radics Márton (Győr, 2001. december 2. –) magyar utánpótlás-válogatott labdarúgó, a Csákvár középpályása.

## Pályafutása

### Klubcsapatokban
Radics a Ménfőcsanak, majd később a Győri ETO akadémiáján és a Puskás Akadémiában nevelkedett. A 2018–2019-es szezonban a Puskás Akadémia II-ben futballozott, majd 2020-ban egy mérkőzés erejéig a másodosztályú Csákvárban futballozott. A magyar élvonalban 2019 augusztusában mutatkozott be egy Újpest elleni mérkőzésen. 2025. június 11-én a Csákvár csapata véglegesen leigazolta.

### A válogatottban
Tízszeres U18-as magyar válogatott, 2019 óta tagja a magyar U19-es válogatottnak is.

## Sikerei, díjai
Diósgyőri VTK
- NB II bajnok: 2022–23